# Saint-Sorlin-en-Bugey
Saint-Sorlin-en-Bugey är en kommun i departementet Ain i regionen Auvergne-Rhône-Alpes i östra Frankrike. Kommunen ligger  i kantonen Lagnieu som ligger i arrondissementet Belley. Kommunens areal är 9,07 km². År 2022 hade Saint-Sorlin-en-Bugey 1 140 invånare.

## Befolkningsutveckling
Antalet invånare i kommunen Saint-Sorlin-en-Bugey
Referens: INSEE